# Підлісецький Лев Теофілович

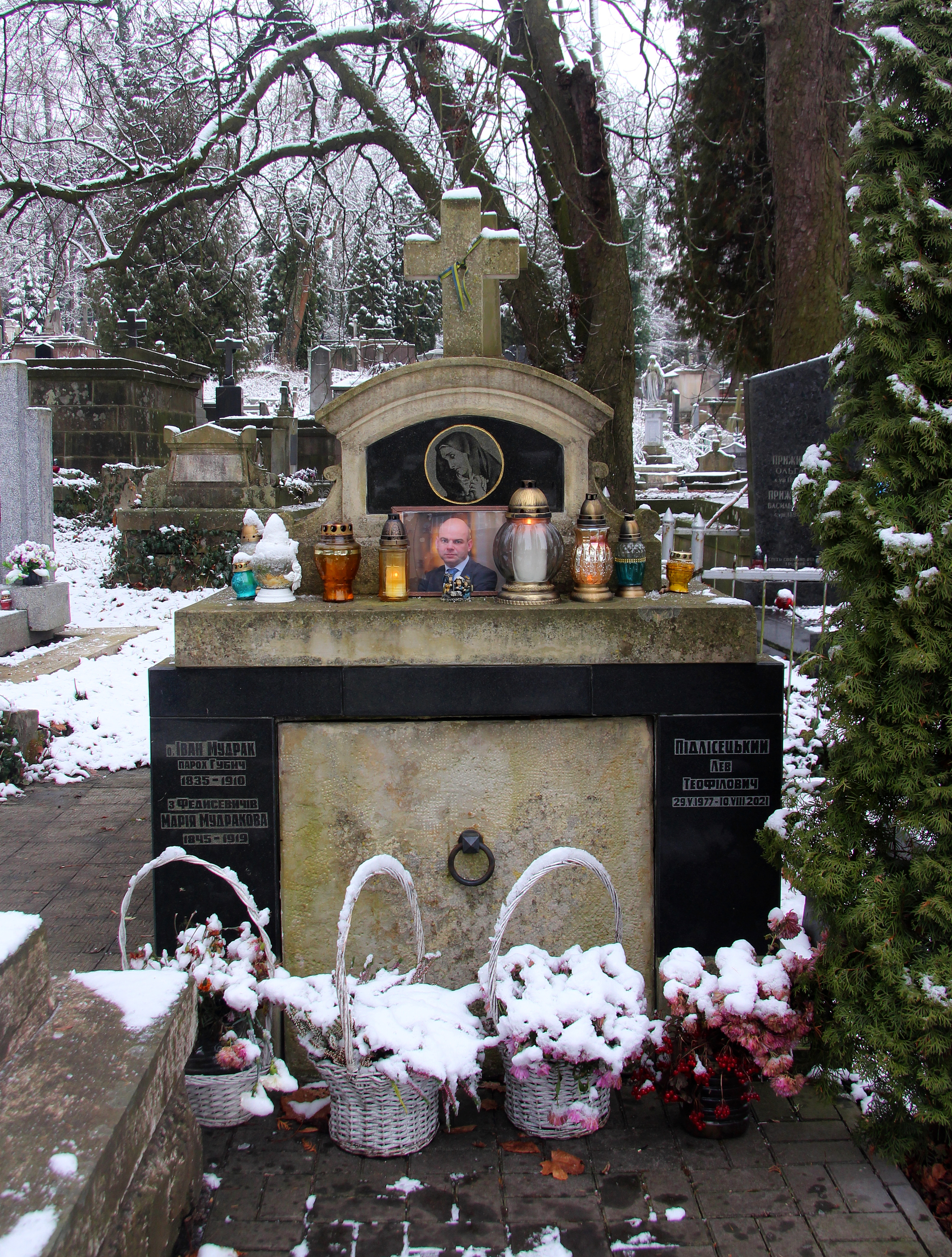

Лев Теофілович Підлісецький (29 травня 1977, Львів — 10 серпня 2021) — український політик, підприємець. Народний депутат України VIII скликання, член фракції «Самопоміч». Член наглядової ради «Укренерго».

## Біографія
Народився 29 травня 1977 року у Львові. Батько — відомий львівський лікар Теофіл Миронович Підлісецький. Мати — Анізія Маркіянівна, науковий співробітник Львівської політехніки.
У 1991 році вступив у Львівський фізико-математичний ліцей. У 1994—1999 рр. навчався у ДУ «Львівська політехніка» та отримав диплом спеціаліста з відзнакою за фахом «Фінанси». У 1997 році проходив навчання в Університеті Ковентрі (Велика Британія) на факультеті міжнародних навчань та права. За час навчання в університеті здобував 3-тє (1997 р.) та 5-те (1998 р.) місця на Всеукраїнській олімпіаді з фінансів.
У травні 2001 року призначений директором з економіки та фінансів ВАТ «Галенергобудпром» у Стрию (завод з виробництва металевих залізобетонних конструкцій з кількістю працівників до 400 осіб). З травня 2003 року на посаді генерального директора/голови правління ВАТ «Галенергобудпром». З липня 2006 року голова правління/генеральний директор ВАТ «Південьзахіделектромережбуд»/ПАТ «Південьзахіделектромережбуд».
У 2009 році ініціював та запровадив у Львові перші в Україні регулярні екскурсійні тури на так званому «Безрейковому поїзді», а згодом ще й на «Чудо бусі». Було створено туристичну компанію «Чудо тур» яка пропагує та здійснює діяльність із в'їзного та внутрішнього туризму по Україні. Був ініціатором створення та президентом Львівського туристичного Альянсу у 2013 році.
У 2014 році обраний народним депутатом України VIII скликання. Закінчив навчання на програмі MBA Львівської бізнес-школи УКУ.
Помер у віці 45 років після тривалої хвороби.Похований у родинному гробівці на 59 полі Личаківського цвинтаря.

## Родина

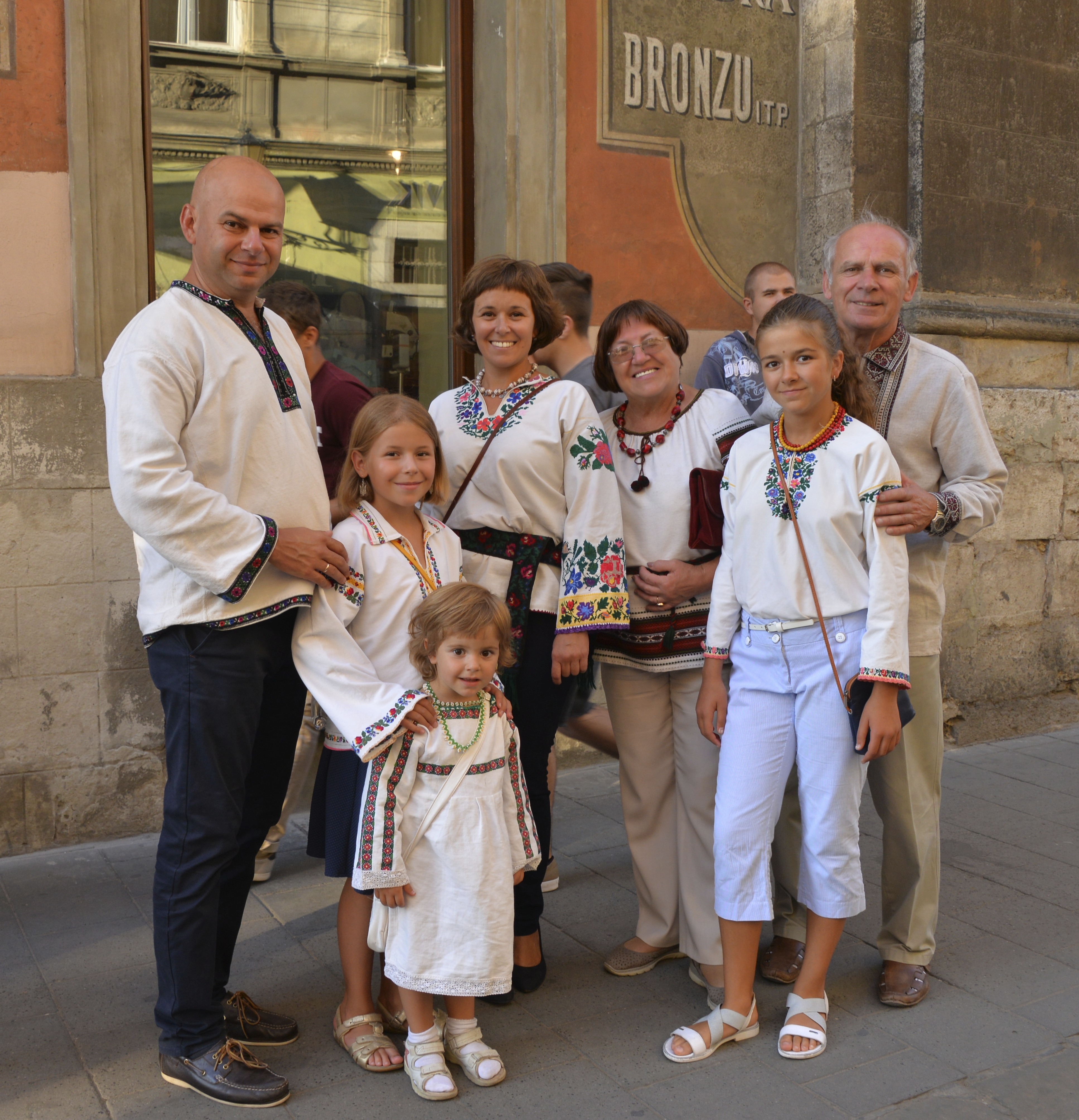
Лев Підлісецький (зліва) з дружиною, мамою, батьком Теофілом Підлісецьким та трьома доньками на святкуванні Дня Незалежності у Львові 24 серпня 2016

Виховував чотири доньки — Богдана (2003 р.н.), Марта (2006 р.н.), Соломія (2012 р.н.) та Марія (2018 р.н.)